# Walkthrough (attractie)

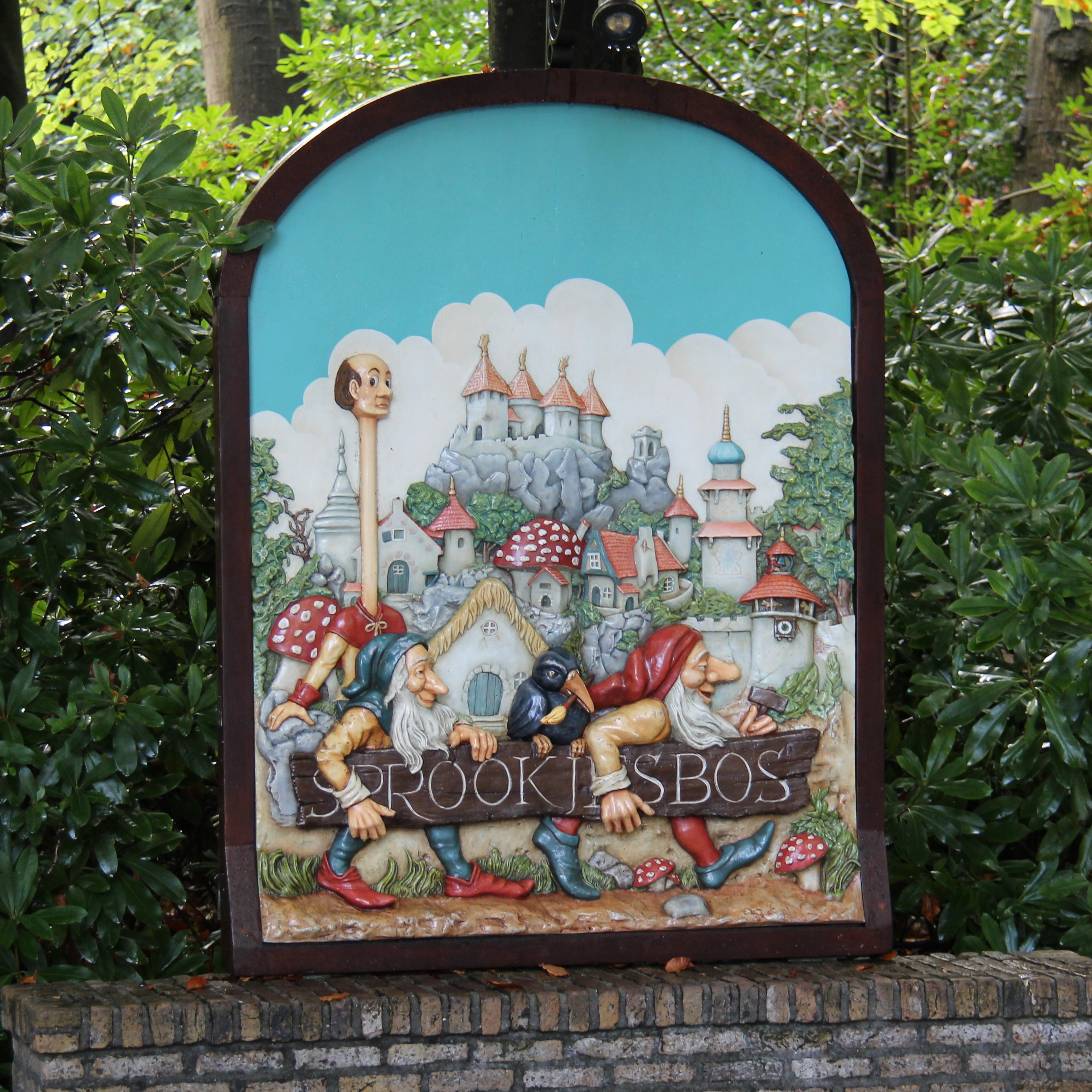
Sprookjesbos, Efteling

Een walkthrough (ook geschreven als walk-through, letterlijk: doorheen wandelen) is een attractietype dat te vinden is op kermissen en in attractieparken. De bedoeling van de attractie is het te voet ontdekken van een verhaal, thema of gebouw.

## Werking
De walkthrough maakt, anders dan vele andere attracties, geen gebruik van rails. Wel worden er soms speciale effecten en/of animatronics gebruikt. Voorbeelden zijn Les Mystères du Nautilus in Disneyland Paris waar het verhaal wordt verteld van Kapitein Nemo, het Sprookjesbos in de Efteling, of Templo del Fuego in PortAventura. Het kan zijn dat de walkthrough gecombineerd wordt met andere attracties zoals het geval is bij Harry Potter and the Forbidden Journey.
Als de walkthrough indoor is wordt er soms de vergelijking gemaakt met een darkride. Het verschil zit hem in de manier van verplaatsen. Bij een darkride krijgt men een transportmiddel (zoals een wagen of boot), bij een walkthrough moet men zelf wandelen.

## Soorten
De walkthrough heeft verschillende subtypen:
- Verhaal of themawandeling
- Spookhuis, waarvan het doel is mensen te laten schrikken.
- Cakewalk, traject met boobytraps, bewegende vloeren, bewegende trappen.
- Doolhof
- Tentoonstelling, museum, al dan niet interactief